# Ehretia resinosa
Ehretia resinosa är en strävbladig växtart som beskrevs av Henry Fletcher Hance. Ehretia resinosa ingår i släktet Ehretia och familjen strävbladiga växter. Inga underarter finns listade i Catalogue of Life.